# Coupe de Chine 2008
Navigation
Édition précédente Édition suivante
La Coupe de Chine est une compétition internationale de patinage artistique qui se déroule en Chine au cours de l'automne. Elle accueille des patineurs amateurs de niveau senior dans quatre catégories: simple messieurs, simple dames, couple artistique et danse sur glace.
La sixième Coupe de Chine est organisée du 5 au 9 novembre 2008 au palais omnisports de Pékin. Elle est la troisième compétition du Grand Prix ISU senior de la saison 2008/2009.

## Résultats

### Messieurs
| Rang | Nom                  | Pays       | Points | Programme court | Programme court | Programme libre | Programme libre |
| ---- | -------------------- | ---------- | ------ | --------------- | --------------- | --------------- | --------------- |
| 1    | Jeremy Abbott        | États-Unis | 233.44 | 1               | 77.05           | 1               | 156.39          |
| 2    | Stephen Carriere     | États-Unis | 217.25 | 3               | 72.00           | 2               | 145.25          |
| 3    | Tomáš Verner         | Tchéquie   | 205.48 | 4               | 65.55           | 3               | 139.93          |
| 4    | Artem Borodulin      | Russie     | 191.38 | 5               | 65.05           | 4               | 126.33          |
| 5    | Vaughn Chipeur       | Canada     | 187.50 | 2               | 72.70           | 7               | 114.80          |
| 6    | Wu Jialiang          | Chine      | 177.75 | 8               | 59.75           | 6               | 118.00          |
| 7    | Jeremy Ten           | Canada     | 175.12 | 10              | 55.81           | 5               | 119.31          |
| 8    | Kristoffer Berntsson | Suède      | 173.93 | 6               | 64.81           | 8               | 109.12          |
| 9    | Gao Song             | Chine      | 166.93 | 9               | 59.31           | 9               | 107.62          |
| 10   | Kensuke Nakaniwa     | Japon      | 164.94 | 7               | 61.90           | 11              | 103.04          |
| 11   | Xu Ming              | Chine      | 157.28 | 11              | 53.28           | 10              | 104.00          |

### Dames
| Rang | Nom            | Pays         | Points | Programme court | Programme court | Programme libre | Programme libre |
| ---- | -------------- | ------------ | ------ | --------------- | --------------- | --------------- | --------------- |
| 1    | Kim Yuna       | Corée du Sud | 191.75 | 1               | 63.64           | 1               | 128.11          |
| 2    | Miki Ando      | Japon        | 170.88 | 2               | 59.30           | 2               | 111.58          |
| 3    | Laura Lepistö  | Finlande     | 159.42 | 3               | 58.60           | 3               | 100.82          |
| 4    | Ashley Wagner  | États-Unis   | 155.59 | 4               | 55.40           | 4               | 100.19          |
| 5    | Susanna Pöykiö | Finlande     | 148.03 | 6               | 50.00           | 5               | 98.03           |
| 6    | Sarah Meier    | Suisse       | 142.31 | 7               | 48.10           | 6               | 94.21           |
| 7    | Alena Leonova  | Russie       | 137.27 | 8               | 44.04           | 7               | 93.23           |
| 8    | Katrina Hacker | États-Unis   | 134.95 | 5               | 50.80           | 8               | 84.15           |
| 9    | Liu Yan        | Chine        | 118.07 | 9               | 42.06           | 10              | 76.01           |
| 10   | Xu Binshu      | Chine        | 116.59 | 11              | 37.02           | 9               | 79.57           |
| 11   | Mira Leung     | Canada       | 114.05 | 10              | 40.76           | 11              | 73.29           |
| 12   | Wang Yueren    | Chine        | 95.68  | 12              | 34.66           | 12              | 61.02           |

### Couples
| Rang | Nom                                    | Pays       | Points | Programme court | Programme court | Programme libre | Programme libre |
| ---- | -------------------------------------- | ---------- | ------ | --------------- | --------------- | --------------- | --------------- |
| 1    | Zhang Dan / Zhang Hao                  | Chine      | 182.22 | 1               | 67.12           | 1               | 115.10          |
| 2    | Tatiana Volosozhar / Stanislav Morozov | Ukraine    | 175.05 | 2               | 60.34           | 2               | 114.71          |
| 3    | Pang Qing / Tong Jian                  | Chine      | 171.86 | 3               | 59.36           | 3               | 112.50          |
| 4    | Amanda Evora / Mark Ladwig             | États-Unis | 143.88 | 4               | 51.48           | 5               | 92.40           |
| 5    | Zhang Yue / Wang Lei                   | Chine      | 142.10 | 5               | 51.02           | 6               | 91.08           |
| 6    | Mylène Brodeur / John Mattatall        | Canada     | 141.59 | 6               | 46.78           | 4               | 94.81           |
| 7    | Chelsi Guillen / Danny Curzon          | États-Unis | 100.74 | 7               | 35.56           | 7               | 65.18           |

### Danse sur glace
| Rang | Nom                                 | Pays       | Points | Danse imposée | Danse imposée | Danse originale | Danse originale | Danse libre | Danse libre |
| ---- | ----------------------------------- | ---------- | ------ | ------------- | ------------- | --------------- | --------------- | ----------- | ----------- |
| 1    | Oksana Domnina / Maksim Chabaline   | Russie     | 186.77 | 1             | 38.34         | 2               | 57.24           | 1           | 91.19       |
| 2    | Tanith Belbin / Benjamin Agosto     | États-Unis | 186.41 | 2             | 37.15         | 1               | 58.08           | 2           | 91.18       |
| 3    | Jana Khokhlova / Sergey Novitski    | Russie     | 179.50 | 3             | 35.68         | 4               | 55.12           | 3           | 88.70       |
| 4    | Anna Cappellini / Luca Lanotte      | Italie     | 173.11 | 4             | 32.52         | 3               | 55.22           | 4           | 85.37       |
| 5    | Anna Zadorozhniuk / Sergei Verbillo | Ukraine    | 158.90 | 7             | 29.68         | 5               | 49.98           | 5           | 79.24       |
| 6    | Kaitlyn Weaver / Andrew Poje        | Canada     | 157.20 | 6             | 29.91         | 6               | 48.77           | 6           | 78.52       |
| 7    | Alexandra Zaretski / Roman Zaretski | Israël     | 148.17 | 5             | 30.45         | 7               | 47.36           | 7           | 70.36       |
| 8    | Yu Xiaoyang / Wang Chen             | Chine      | 139.66 | 9             | 25.85         | 9               | 45.90           | 8           | 67.91       |
| 9    | Huang Xintong / Zheng Xun           | Chine      | 133.40 | 8             | 26.82         | 8               | 46.03           | 9           | 60.55       |
| 10   | Guo Jiameimei / Meng Fei            | Chine      | 115.15 | 10            | 21.97         | 10              | 34.83           | 10          | 58.35       |

## Sources
- Résultats de la Coupe de Chine 2008 sur le site de l'ISU
- Patinage Magazine N°115 (Décembre 2008-Janvier 2009)